# 밀양 남전리 지석묘군
밀양 남전리 지석묘군(密陽 南田里 支石墓群)은 대한민국 경상남도 밀양시 하남읍에 있는 고인돌이다. 1979년 12월 31일 경상남도의 기념물 제48호 남전리 지석묘군으로 지정되었다가, 2018년 12월 20일 현재의 명칭으로 변경되었다.

## 현지 안내문
지석묘는 청동기시대의 대표적인 무덤으로 고인돌이라고도 부르며, 주로 경제력이 있거나 정치권력을 가진 지배층의 무덤으로 알려져 있다.
우리나라의 고인돌은 4개의 받침돌을 세워 돌방을 만들고 그 위에 거대하고 평평한 덮개돌을 올려놓은 탁자식과, 땅 속에 돌방을 만들고 작은 받침돌을 세운 뒤 그 위에 덮개돌을 올린 바둑판식으로 구분된다.
북으로는 해발 600m의 덕대산 기슭이 감싸고 남으로는 낙동강이 흐르고 있는 경상남도 밀양시 하남읍 남전리에 40여 기의 고인돌 무리가 있다. 이 고인돌은 7∼10기씩 무리를 이루고 있는데 현재 확인된 것은 40여 기이지만 주민들에 따르면 더 많은 수가 있었으나 전답을 개간하면서 제거되었다고 한다.
남전리의 고인돌은 바둑판식인데, 작은 받침돌이 있는 것과 받침돌이 없는 두 가지 형태가 섞여 있다. 일부 고인돌의 덮개돌에는 풍년을 기원하거나 자식낳기를 기원하는 의미에서 만든 알구멍<성혈(性穴)>이 있다.
돌방 안에서 발굴된 돌칼, 붉은 간토기, 돌화살촉의 유물들은 동아대박물관과 밀양시립박물관에 전시되어 있다. 남전리의 고인돌 무리는 이 부근 일대에 청동기시대 사람들이 많이 살고 있었음을 알 수 있게 하는 중요한 유적이 된다.

## 참고 자료
- 밀양 남전리 지석묘군 - 국가유산청 국가유산포털